# 9K116 Kastet

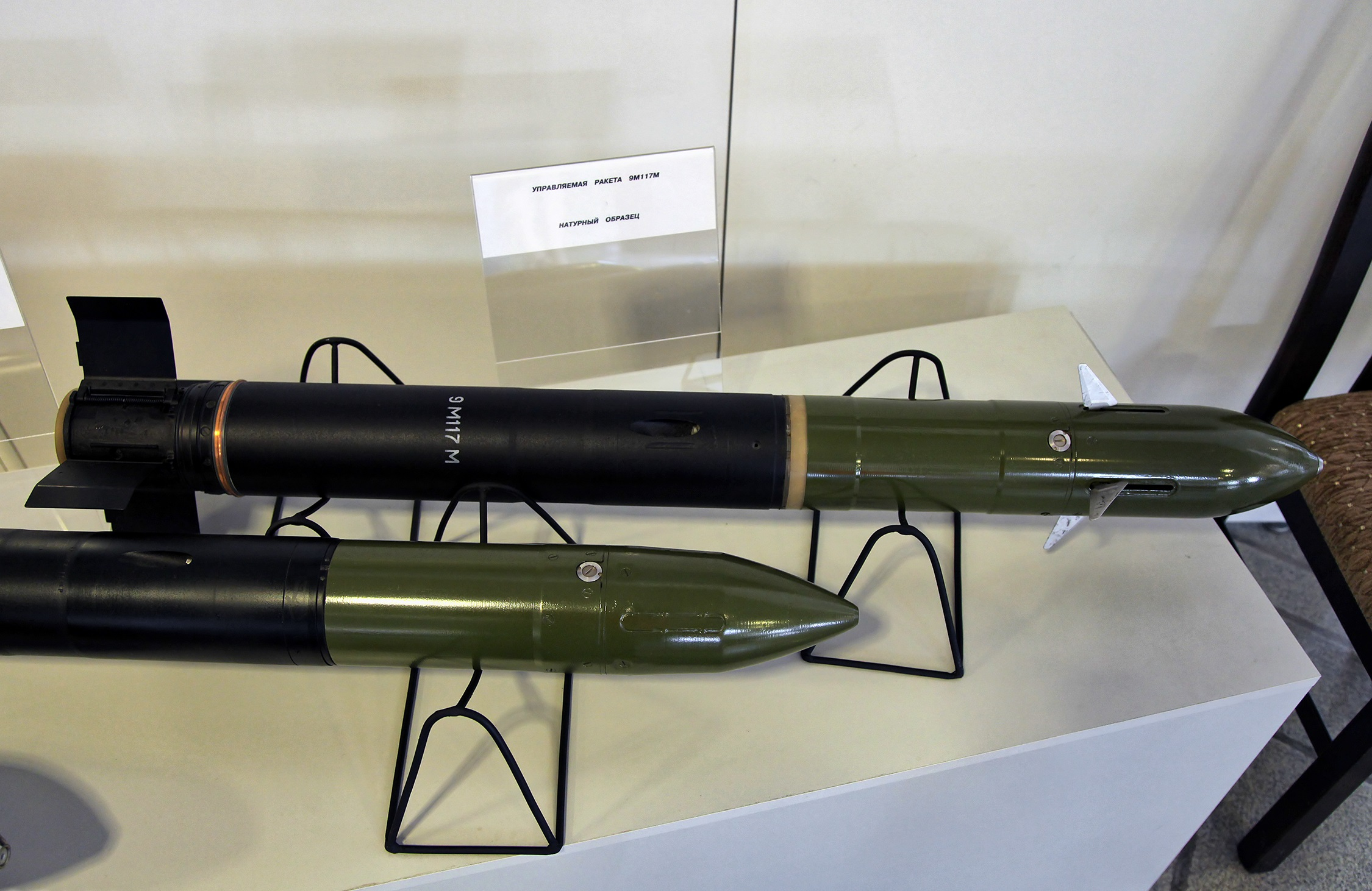
9M117

9K116 Kastet (v kódu NATO AT-10 „Stabber“) je název sovětské protitankové řízené střely. Střely nesou v indexu GRAU označení 9M117, 9M117M a 9M117M1. Jedná se o protitankový raketový komplet velkého dosahu určený k odpalování řízené střely z hlavně tanku využívající systému dálkového navedení po laserovém paprsku.
PTŘS 9M117 je používána rovněž v kompletu 9M117 Bastion jako výzbroj taženého protitankového kanónu MT-12 nebo v kompletu 9K116-2 Šeksna jako výzbroj tanků T-62, případně v kompletu 9K116-3 Basňa-2 jako výzbroj BMP-3.

## Vývoj a verze
PTRK Bastion byl vyvinut za účelem modernizace starších tanků T-55 vyzbrojených kanóny ráže 100 mm konstrukční kanceláří KBP. Protitanková řízená střela 9M117 byla původně vyvinuta pro PTRK 9K116 Kastět určený pro tažené protitankové kanóny MT-12 ráže 100 mm a zavedený do výzbroje roku 1981.
Střela 9M117 tvoří součást jednodílného náboje 3UBK 10-1 ráže 100 mm, který obsahuje jen malou prachovou náplň nutnou k vymetení střely z hlavně. Zdrojem laserového zaměřovacího paprsku je systém 9S58 zabudovaný do tankového zaměřovače 1K13.
Vývoj PTRK Bastion byl ukončen roku 1983, ale na masové vyzbrojování staých tanků bylo již pozdě. V souvislosti se snižováním mezinárodního napětí začaly být počty tanků ve výzbroji snižovány, přičemž jako první byly vyřazovány starší T-55 a T-62. Nakonec bylo tímto kompletem vyzbrojeno jen malé množství tanků.

## Použití
PTRK Bastion tvořil výzbroj tanků T-55M, T-55AM, T-55AD, T-55MV, T-55AMV. Tanky T-55AM2 s PTRK Bastion měla ve své výzbroji i Československá armáda.

## Varianty
- 9K116 Kastet
- 9K116-1 Bastion:
- 9K116-2 Šeksna:
- 9K116-3 Basňa:

## Technická data
- Ráže kanónu: 100 mm
- Délka střely: 1084 mm
- Průměr těla střely: 100 mm
- Hmotnost náboje: 27,5 kg
- Dosah: 100 m (minimální), 4000 m (maximální)